# 양성일
양성일(梁誠日, 1967년 ~ )은 대한민국의 보건복지부 제1차관을 맡고 있는 공무원이다.

## 학력
- 장충고등학교
- 서울대학교 사회복지학과
- 인디애나 주립 대학교 행정학 석사

## 경력
- 1992년 제35회 행정고시 합격
- 2004.09 보건복지부 연금재정과 과장
- 2005.10 보건복지부 보건산업정책팀 팀장
- 2006.02 보건복지부 장관 비서관
- 2008.03 보건복지부 인사과 과장
- 2009.09 보건복지부 첨단의료복합단지조성사업단 단장
- 2010.10 보건복지부 대변인
- 2012.01 보건복지부 연금정책관
- 2015.08 보건복지부 장애인정책국 국장
- 2016.02 보건복지부 건강정책국 국장
- 2016.12 ~ 2018.09 보건복지부 보건산업정책국 국장
- 2018.09 ~ 2020.02 보건복지부 인구정책실 실장
- 2020.02 ~ 2020.09 보건복지부 사회복지정책실 실장
- 2020.09 ~ 2020.10 보건복지부 기획조정실 실장
- 2020.11 ~ 2022.05 보건복지부 제1차관